# دخيل عربي في الفرنسية
الكلمات الفرنسية  والعديد من اللغات الأوروبية ذات الأصل العربي. إحدى الطّرق الأساسية التي دخلت بها الكلمات العربية في اللّغات الأخرى هي عن طريق اللّغة الإسبانية، متأثّرة بشدّة بعرب الأندلس. واللغة الفرنسية بالتحديد دخل في قاموسها اللغوي العديد من المصطلحات العربية وذلك نتيجة لاندماج عرب المغرب والجزائر وتونس بفرنسا واستخدامهم للغة الفرنسية فولد هذا الاحتكاك هذا المزج اللغوي.

## A
- Abricot: البرقوق
- Adobe: الطوب
- Adroper: أصلها من الكلمة العربية (أزرب) والتي تعني بسرعة أو أسرع
- Alambic: الأنبيق
- Alcade: القاضي
- Alcool: الكحول
- Alezan: الحصان
- Alfa: نبات الحلفاء
- Algazelle: الغزالة
- Algèbre: علم الجبر
- Aman: أمان
- Ambre: العنبر
- Amiral: أميرال، أمير البحر
- Arsenal: دار الصناعة
- Askari: عسكري
- Azerole: الزعرور
- Azimut: السمت
- Hamer :حمار
- assassin : الحشاشون

## B
- Balqaduin : البغدادي، وهو نوع من أنواع الحرير
- Baraka: بركة
- Barda: البردعة
- Baroud: البارود
- Bédouin: بدوي
- Besef: بزاف أو كثير جدا
- Bougie: الشمعة، وأصل الكلمة الفرنسية يرجع إلى مدينة بجاية الجزائرية حيث كانت مركزا لصناعة الشموع وتصديرها إلى أوروبا
- Bourrache: أبو عرق، وهو نوع من أنواع النباتات
- Burnous: البرنوس، وهو معطف من الصوف

## C
- Cafard: كافر
- Café: قهوة
- Caïd: قائد
- Calibre: قالب
- Califa, khalife: الخليفة
- Camelot: شملة
- Candi: قند، سكر مصفى
- Carafe: غرافة
- Caroube: ثمرة الخروب
- Casbah: القصبة
- Chadouf: شادوف
- Chiffon: شيفون
- Chiffre: رقم، أصل الكلمة عربي من لفظة صفر
- Chott: الشط
- chemise: القميص

## D
- Dahabieh: ذهبية، وهو قارب لنقل المسافرين في النيل
- Dahir: ظهير أو مرسوم سلطاني
- Darbouka: دربوكة
- Djamā'a: مجلس القبائل في شمال أفريقيا
- Djebel: جبل
- Douane: الجمارك، وأصلها من العربية الديوان
- Douar: دوار أو قرية في شمال إفريقيا
- Drogman: ترجمان

## F
- Falaque: فلقة، وهي ألة للضرب على القدمين
- Fanfaron: متشدق، متبجح (و أصلها من العربي ثرثار)
- Farde: فرد، وهو بالة تزن 185 كغ
- Fatwa, Fetfa: فتوى
- Fedayin: فدائيون
- Fellaga: فلاق، وهو لقب يطلق على كل تونسي وجزائري حارب ضد فرنسا
- Fellah: فلاح
- Felouque: فلك، زورق
- Fennec: فنك، ثعلب الصحراء
- Fez: طربوش، والكلمة الفرنسية مشتقة من كلمة فاس
- Foggara: فجارة
- Fondouk: فندق، خان

## G
- Gabelle: ضريبة الملح، والكلمة أصلها من العربية قبالة
- Gandoura: غندورة
- Gerboise: اليربوع
- Girafe: الزرافة
- Goudron: القطران
- Goule: غول
- Goum: قوم، وهم جماعة من قبيلة تقوم بحراسة منطقة في شمالي إفريقيا عهد الاحتلال
- Gour: قور (جمع قارة وهي الجبل الصغير المنقطع عن الجبال)
- Gourbi: قوربي، كوخ
- Guitoune: خيمة

## L
- Larousse: العروس

## T
- taboulé : تبولة
- tabouret : تبور
- talc : طلق
- tare : طرح
- tarif : تعريفة
- timbale : طبل
- toubib : طبيب
- truchement : ترجمان